# Julius Ritter (SS-Mitglied)

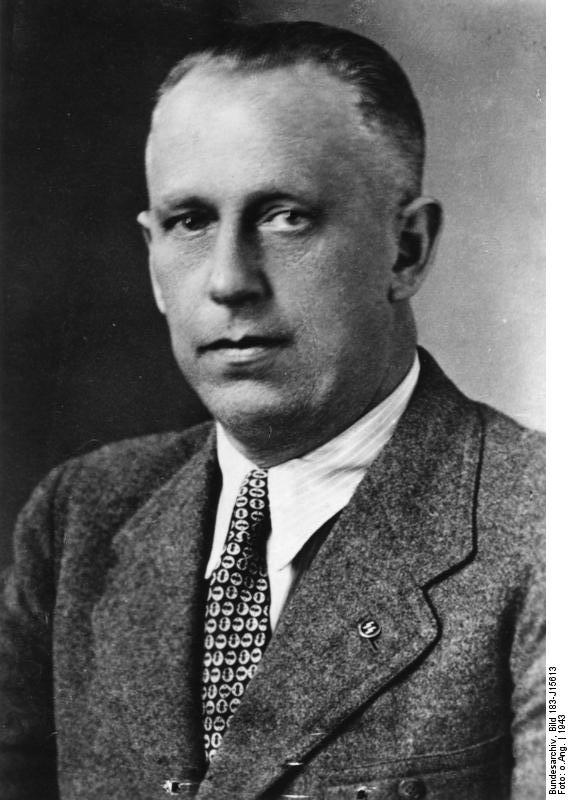
Julius Ritter

Julius Ritter (* 25. Juli 1892 in Eichstätt; † 28. September 1943 in Paris) war ein SS-Offizier im Zweiten Weltkrieg, der in Frankreich dem Service du travail obligatoire (STO) vorstand. Der STO organisierte die Zwangsarbeit von Franzosen in Deutschland. Ritter wurde 1943 von vornehmlich jüdischen Angehörigen einer kommunistischen Résistance-Gruppe bei einem Attentat getötet.

## Leben
Julius Ritter war Leiter der Zweigstelle Nürnberg des Landesarbeitsamtes Bayern. Er wurde 1932 mit einer Dissertation zum Arbeitsrecht an der Universität Jena promoviert. Ritter trat zum 1. November 1931 der NSDAP (Mitgliedsnummer 680.323) und zum 1. Dezember 1931 der SS bei (SS-Nummer 34.491). 1932 wurde er zum Sturmführer (entspricht Leutnant) ernannt, und in der Folge regelmäßig befördert, bis er im Juli 1942 seinen höchsten Dienstgrad SS-Standartenführer erreichte, das entspricht dem Dienstgrad Oberst.

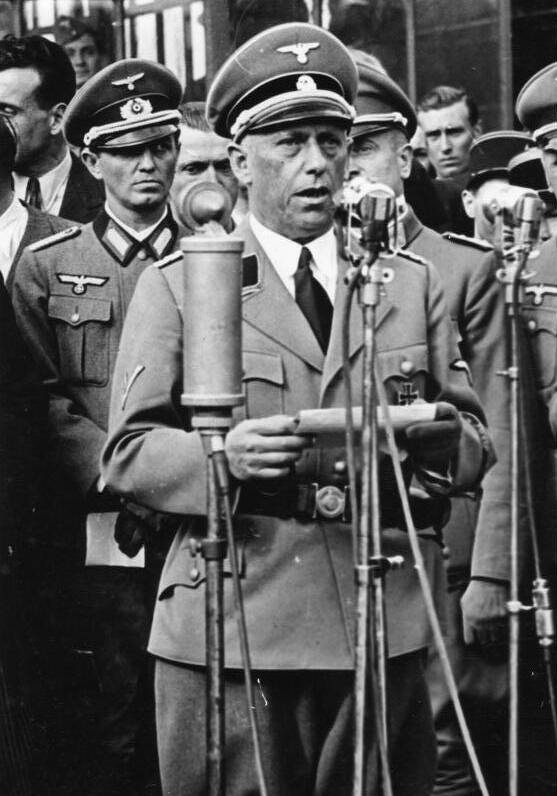
Ritter bei einer Ansprache zur Verabschiedung eines Zwangsarbeiter-Transports

Im Oktober 1942 wurde er zum „Beauftragten des Generalbevollmächtigten für den Arbeitseinsatz“ in Frankreich ernannt und unterstand so direkt Fritz Sauckel. Ritter sollte eng mit dem Militärbefehlshaber Frankreich (MBF), General von Stülpnagel zusammenarbeiten. Da es aber immer mehr zu Spannungen zwischen den Dienststellen kam, richtete Ritter im Frühjahr 1943 eigene territoriale Dienststellen ein. Im August 1943 bekam er von Sauckel die Gesamtverantwortung für den Arbeitseinsatz in Frankreich.
Am Morgen des 28. September 1943 erschoss eine Gruppe der Résistance-Bewegung FTP-MOI (Francs-tireurs et partisans - Main-d'œuvre immigrée) Ritter, als dieser vor seiner Dienststelle in der Rue Pétrarque im 16. Arrondissement in sein Auto stieg. Die Gruppe, der Marcel Rayman, Celestino Alfonso, Spartaco Fontano und Arsene Tchakarian angehörten, unterstand dem Befehl von Missak Manouchian. In der Folge des Attentats wurden die Repressalien in Frankreich durch den HSSPF Carl Oberg auf Weisung Himmlers verschärft. Geiselerschießungen, die in Frankreich seit Herbst 1942 ausgesetzt waren, wurden wieder aufgenommen. Für das Attentat wurden 50 Geiseln aus dem Gefangenenlager Fort Romainville selektiert und am 5. Oktober 1943 bei Mont Valérien erschossen. Zum Nachfolger von Ritter wurde SS-Brigadeführer Alfons Glatzel ernannt.